# Mount Keith Mine
Mount Keith Mine är en gruva i Australien. Den ligger i kommunen Wiluna och delstaten Western Australia, omkring 700 kilometer nordost om delstatshuvudstaden Perth.
Trakten runt Mount Keith Mine är nära nog obefolkad, med mindre än två invånare per kvadratkilometer.. Det finns inga samhällen i närheten.
Omgivningarna runt Mount Keith Mine är i huvudsak ett öppet busklandskap. Genomsnittlig årsnederbörd är 343 millimeter. Den regnigaste månaden är januari, med i genomsnitt 77 mm nederbörd, och den torraste är augusti, med 1 mm nederbörd.